# NGC 6381
NGC 6381 је спирална галаксија у сазвежђу Змај која се налази на NGC листи објеката дубоког неба.
Деклинација објекта је + 60° 0' 50" а ректасцензија 17h 27m 16,9s. Привидна величина (магнитуда) објекта NGC 6381 износи 12,9 а фотографска магнитуда 13,6. NGC 6381 је још познат и под ознакама UGC 10871, MCG 10-25-38, CGCG 300-34, IRAS 17266+6003, KCPG 518B, KAZ 460, KUG 1726+600B, PGC 60321.